# ГЕС Romaine 3
ГЕС Romaine 3 – гідроелектростанція у канадській провінції Квебек. Знаходячись між ГЕС Romaine 4 (вище по течії) та ГЕС Romaine 2, входить до складу каскаду на річці Romaine, яка впадає з півночі до протоки Жака Картьє (сполучає устя річки Святого Лаврентія з її естуарієм – затокою Святого Лаврентія). 
В межах проекту річку перекрили кам'яно-накидною греблею із земляним ядром висотою 90 метрів та довжиною 408 метрів, котра потребувала 3576 тис м3 породи. На час будівництва воду відвели за допомогою тунелю довжиною 0,35 км з перетином 12х13 метрів. Крім того, для утримання сховища знадобилась допоміжна дамба висотою 28 метрів та довжиною 220 метрів, на яку пішло 189 тис м3 породи. Разом ці споруди утримують водосховище з площею поверхні від 34,5 км2 до 38,6 км2 та об'ємом 1878 млн м3 (корисний об'єм 475 млн м3), в якому припустиме коливання рівня у операційному режимі між позначками 352,8 та 365,8 метра НРМ (у випадку повені останній показник може підвищуватись до 366,8 метра НРМ). 
Зі сховища по лівобережжю проклали дериваційний тунель довжиною 1,7 км з перетином 12,5х14 метрів, який переходить у два напірні водоводи. Останні живлять дві турбіни типу Френсіс потужністю по 197,5 МВт, котрі при чистому напорі у 119 метрів повинні забезпечувати виробництво 2 млрд кВт-год електроенергії на рік.
Видача продукції відбувається по ЛЕП, яка запроектована на роботу під напругою 735 кВ, проте спершу буде працювати з показником 315 кВ.
Спорудження комплексу потребувало екскавації 1,2 млн м3 породи (в т.ч. 0,4 млн м3 у підземних спорудах) та використання 45 тис м3 бетону.